# حمض الفيتانيك
حِمض الفيتانيك (بالإنجليزية: phytanic acid)‏ هوَ حِمض مُشتق من كحول أليفاتي يسمى فيتول، يعمل هذا الحِمض على تثبيط أكسدة حمض البالمتيك (حمض النخليك)، وقد يتراكم هذا الحِمض في أنسجة الجِسم مسبب داء ريفسام.